# C trolibusz (Varsó)
A varsói C jelzésű trolibusz a Dworzec Gdański és a Plac Unii Lubelskiej között közlekedett. A viszonylatot a Miejskie Zakłady Komunikacyjne w Warszawie üzemeltette. A járműveket a Łazienkowska kocsiszín állította ki. 1946. március 15-én indultak meg a trolibuszok a vonalon. A trolibuszjárat 1948. október 7-én megszüntetésre került. Szerepét az 51-es trolibusz vette át.

## Útvonala
| Dworzec Gdański felé | Plac Unii Lubelskiej felé |
| --- | --- |
| Plac Unii Lubelskiej – Bagatela – al. Ujazdowskie – al. Szucha – al. Ujazdowskie – Piękna – Traugutta – Mazowiecka – pl. Powstańców Warszawy – Szpitalna – Krucza – Zgoda – Jasna – Kredytowa – Traugutta – Krakowskie Przedmieście – Miodowa – Bonifraterska – Dworzec Gdański | Dworzec Gdański – Bonifraterska – Miodowa – Krakowskie Przedmieście – Traugutta – Kredytowa – Jasna – Zgoda – Krucza – Piękna – al. Ujazdowskie – al. Szucha – Plac Unii Lubelskiej |